# Кук, Томас, 5-й граф Лестер
Майор Томас Уильям Эдвард Кук, 5-й граф Лестер (англ. Thomas William Edward Coke, 5th Earl of Leicester; 16 мая 1908 — 3 сентября 1976) — британский пэр.

## Ранняя жизнь

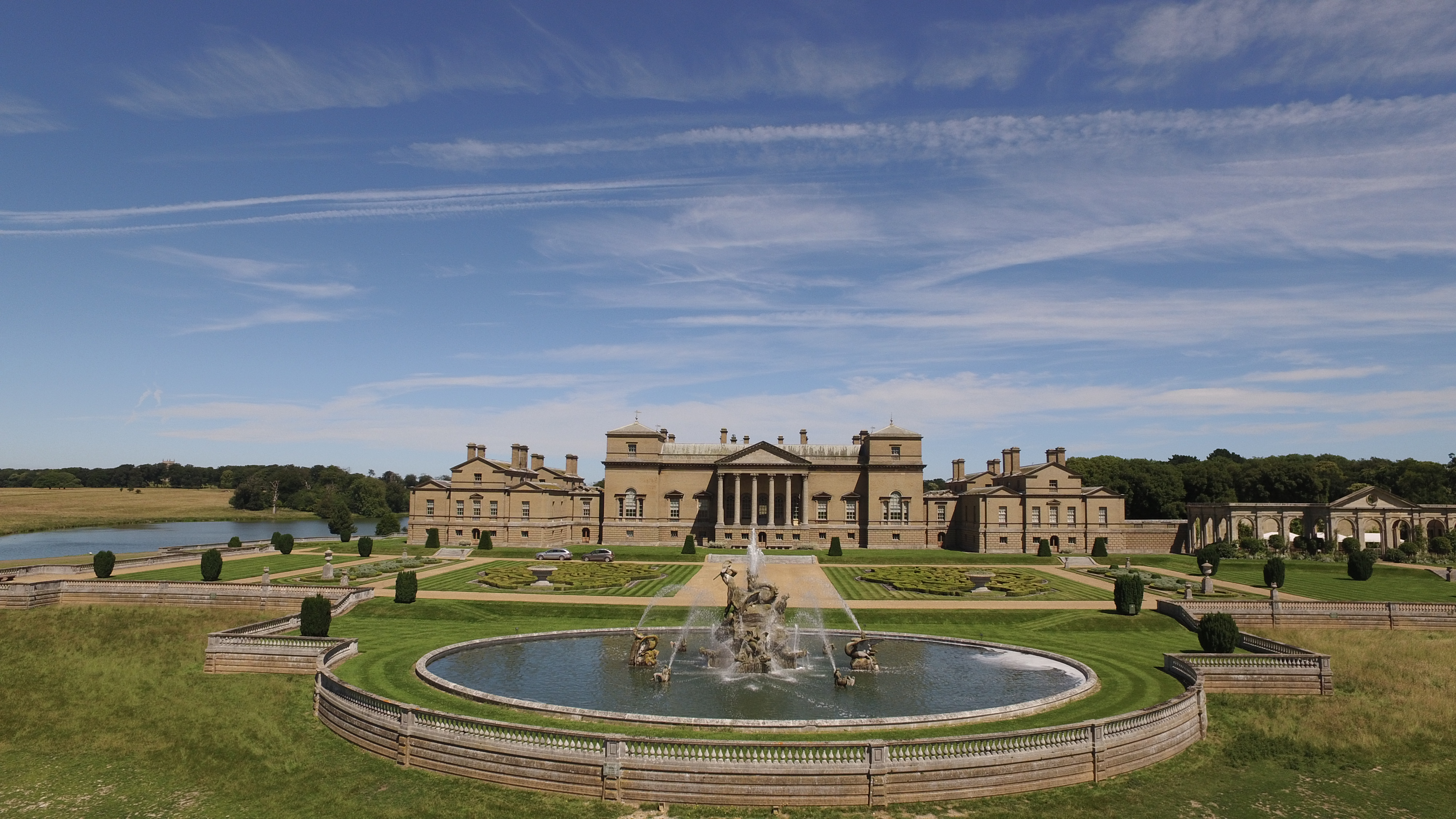
Холкем-холл в графстве Норфолк

Родился 16 мая 1908 года. Старший сын Томаса Уильяма Кука, 4-го графа Лестера (1880—1949), и Марион Гертруды Трефузис (1882—1955). Он получил образование в Итоне и Королевском военном колледже в Сандхерсте. 21 августа 1949 года после смерти своего отца он унаследовал титул 5-го виконта Кука  и 5-го графа Лестера из Холкема.

## Придворный
Он был конюшим герцога Йоркского в период с 1934 по 1937 год, а в 1937 году был назначен членом Королевского Викторианского ордена (MVO). Когда герцог Йоркский стал королем Георгом VI, граф стал дополнительным конюшим короля с 1937 по 1937 год. В 1952 году продолжил работу в качестве дополнительного конюшего королевы Великобритании Елизаветы II.
Он был награжден Орденом Христа Португалии в 1955 году, а затем Королевским орденом Георга I Греции в 1963 году.

## Военная карьера
Он служил адъютантом главнокомандующего на Ближнем Востоке во время Второй мировой войны, достиг звания майора, а затем стал почетным полковником Королевского Норфолкского полка. Он занимал должность заместителя лейтенанта (DL) Норфолка с 1944 года.

## Брак и семья
1 октября 1931 года Лестер женился на леди Элизабет Мэри Йорк (10 марта 1912—1985), дочери Чарльза Йорка, 8-го графа Хардвика, и Эллен Рассел. У супругов было три дочери:
- Леди Энн Вероника Кук (род. 16 июля 1932), одна из фрейлин королевы Елизаветы II на коронации в 1953 году[3] . В 1956 году она вышла замуж за шотландского пэра Колина Теннанта, 3-го барона Гленконнера (1926—2010). Они иметь пятеро детей. В период с 1971 по 2002 год она была дополнительной фрейлиной принцессы Маргарет, графини Сноудон. После замужества 4 октября 1983 года леди Энн Вероника Кок была названа баронессой Гленконнер. Она была назначена лейтенантом Королевского Викторианского ордена (LVO) в 1991 году[4].
- Леди Кэри Элизабет Кук (5 мая 1934 — 14 мая 2018)[5], в 1980 году она вышла замуж за Брайана Рональда Бассета. У них трое сыновей: Дэвид Фрэнсис Бассет (1961—2010), Майкл Джеймс Бассет (род. 1963) и Джеймс Брайан Бассет (род. 1968)[6].
- Леди Сара Мэрион Кук (род. 23 июля 1944), в 1970 году она вышла замуж за майора Дэвида Финлейсона Уайли-Хилла Уолтера. У них двое сыновей: Николас Роберт Уолтер (род. 1972) и Джеймс Джордж Уолтер (род. 1975)[7].

Граф Лестер скончался 3 сентября 1976 года в возрасте 68 лет. Поскольку у него не было сыновей, после его смерти графство и другие титулы ему унаследовал его двоюродный брат Энтони Кук, 6-й граф Лестер. Томас Кук приходился двоюродным дедушкой актрисе Миранде Рэйсон.